# Oliveira de Frades
Oliveira de Frades (oli'vɐiɾɐ dɨ 'fɾadɨʃ) è un comune portoghese di 10 584 abitanti situato nel distretto di Viseu.

## Storia
Sono stati ivi scoperti insediamenti preistorici. Piccoli insediamenti dell'età del ferro erano presenti durante il periodo della cultura dei Castros. Del periodo imperiale romano sono rimaste qui parti delle loro strade. 
L'attuale località nasce nel corso della consolidantesi indipendenza del Regno del Portogallo (dal 1140). La località era nota come Ulveira, con l'aggiunta di de Frades (in lingua portoghese, per "i monaci"), poiché il luogo presumibilmente apparteneva dal 1123 al Monastero della Santa Croce di Coimbra. È possibile anche un rapporto con il monastero di Lafões, sull'altra riva del fiume.
Nel 1169 il primo re del Portogallo Dom Alfonso Henriques confermò la proprietà del territorio di Ulveira al Monastero della Santa Croce, il che vale come documento ufficiale del luogo. Dall'allora Ulveira diviene l'attuale Oliveira. 
L'odierno circondario di Oliveira de Frades nacque nel corso della riforma amministrativa operata dalla Rivoluzione Liberale portoghese del 1822; nel 1834, quando il circondario Lafões fu incorporato in quelli di São Pedro do Sul, Vouzela e Oliveira de Frades. Nel 1837 la regina Maria II del Portogallo confermò il circondario che è tuttora riconosciuto come tale.

## Società

### Evoluzione demografica
| Popolazione di Oliveira de Frades (1801 – 2004) | Popolazione di Oliveira de Frades (1801 – 2004) | Popolazione di Oliveira de Frades (1801 – 2004) | Popolazione di Oliveira de Frades (1801 – 2004) | Popolazione di Oliveira de Frades (1801 – 2004) | Popolazione di Oliveira de Frades (1801 – 2004) | Popolazione di Oliveira de Frades (1801 – 2004) | Popolazione di Oliveira de Frades (1801 – 2004) | Popolazione di Oliveira de Frades (1801 – 2004) |
| ----------------------------------------------- | ----------------------------------------------- | ----------------------------------------------- | ----------------------------------------------- | ----------------------------------------------- | ----------------------------------------------- | ----------------------------------------------- | ----------------------------------------------- | ----------------------------------------------- |
| 1801                                            | 1849                                            | 1900                                            | 1930                                            | 1960                                            | 1981                                            | 1991                                            | 2001                                            | 2004                                            |
| 656                                             | 10898                                           | 9168                                            | 10468                                           | 10858                                           | 10391                                           | 10584                                           | 10584                                           | 10597                                           |

## Freguesias
- Arca e Varzielas
- Arcozelo das Maias
- Destriz e Reigoso
- Oliveira de Frades, Sejães e Souto de Lafões
- Pinheiro
- Ribeiradio
- São João da Serra
- São Vicente de Lafões